# The Magic of Believing
| Оценки критиков               | Оценки критиков |
| Источник                      | Оценка          |
| ----------------------------- | --------------- |
| AllMusic                      | [ 1 ]           |
| Billboard                     | положительная   |
| Encyclopedia of Popular Music | [ 3 ]           |

The Magic of Believing — десятый студийный альбом американской певицы Дайон Уорвик, выпущенный в 1968 году на лейбле Scepter Records специально к празднованию Пасхи. Этот альбом певица записала полностью в жанре госпел-музыки. В записи также принял участие коллектив The Drinkard Singers, состоящий из родственников Дайон Уорвик.
Альбом смог добраться до 49 места в чарте Hot R&B LPs.

## Список композиций
| №  | Название                          | Автор(ы)                         | Длительность |
| -- | --------------------------------- | -------------------------------- | ------------ |
| 1. | «The Battle Hymn of the Republic» | Джулия Уорд Хау                  | 3:09         |
| 2. | «Somebody Bigger Than You and I»  | Джонни Лэнг, Хай Хит, Сонни Берк | 3:37         |
| 3. | «Jesus Will»                      | Джей Кливленд                    | 3:04         |
| 4. | «Old Landmark»                    | Уильям Брюстер                   | 2:48         |
| 5. | «The Magic of Believing»          | Норман Монат, Реймонд Ливин      | 2:32         |

| №                   | Название                          | Автор(ы)            | Длительность |
| ------------------- | --------------------------------- | ------------------- | ------------ |
| 6.                  | «Blessed Be the Name of the Lord» | Сисси Хьюстон       | 2:48         |
| 7.                  | «Grace»                           | Роберта Мартин      | 3:20         |
| 8.                  | «Steal Away»                      | Уоллес Уиллис       | 2:35         |
| 9.                  | «In the Garden»                   | Чарльз Майлс        | 3:07         |
| 10.                 | «Who Do You Think It Was»         | Энн Мосс            | 1:49         |
| Общая длительность: | Общая длительность:               | Общая длительность: | 29:10        |

## Чарты
| Чарт (1968)                            | Пиковая позиция |
| -------------------------------------- | --------------- |
| США (Billboard Top R&B/Hip-Hop Albums) | 49              |